# Harmosta
Harmosta (stgr. ἁρμοστής harmostḗs, lm ἁρμοσταἰ harmostaí) – urzędnik w starożytnej Sparcie (namiestnik regionu, prowincji).
Harmostowie zarządzali tymi regionami państwa Lacedemończyków, w których pewną autonomię pozostawiono periojkom. Było to 20 regionów, w których zwierzchnią władzę sprawowali harmostowie odpowiadający wyłącznie przed eforami. Sprawując swą władzę opierali się na lokalnych oligarchiach, które dominowały w miastach periojków. 
W okresie późniejszym określenie to odnosiło się również do dowódców garnizonów nadzorujących pokonane państwa (polis), np. Ateny po II wojnie peloponeskiej, popierających zasadniczo wszędzie rządy oligarchii, zgodnie z tradycyjną zasadą polityki Sparty.